# Chelydridae
Los quelídridos (Chelydridae) son una familia de tortugas que incluye diversas especies americanas. Las más conocidas son la tortuga mordedora (Chelydra serpentina) y la tortuga caimán (Macrochelys temminckii). Algunos autores incluyen también en esta familia el género Platysternon.

## Clasificación de géneros registrados
Familia Chelydridae
- Incertae sedis
  - Acherontemys †
  - Chelydropsis †
  - Emarginachelys †
  - Macrocephalochelys †
  - Planiplastron †
  - Chelydrops †
- Subfamilia Chelydrinae
  - Protochelydra †
  - Macrochelys
  - Chelydra